# David Paul
David Paul (Hartford, 8 marzo 1957 – 6 marzo 2020) è stato un attore statunitense.
Col fratello gemello Peter, entrambi culturisti, fondano la coppia The Barbarian Brothers, che fra gli anni ottanta e i primi anni novanta interpretarono una decina di film, per lo più commedie. Sia lui che il fratello sono apparsi in un episodio di Supercar (Settembre 1984).
Non si sanno le cause ufficiali del decesso, poco prima del suo 63º compleanno, ma pare sia avvenuto nel sonno.

## Filmografia
- D.C. Cab, regia di Joel Schumacher (1983)
- Supercar, serie TV, 1 episodio (1984)
- Flamingo Kid (The Flamingo Kid), regia di Garry Marshall (1984)
- The Barbarians, regia di Ruggero Deodato (1987)
- I predatori della strada (The Road Raiders), film TV (1989)
- Due gemelli e una monella (Think Big), regia di Jon Turteltaub (1989)
- Ghost Writer, regia di Kenneth J. Hall (1989)
- Doppio guaio a Los Angeles (Double Trouble), regia di John Paragon (1992)
- I babysitter (Twin Sitters), regia di John Paragon (1994)
- Natural Born Killers, regia di Oliver Stone (1994)
- Souled Out, regia di Charles Adelman (2005)
- Faith Street Corner Tavern , regia di David Paul (2013)